# Castianeira rothi
Castianeira rothi là một loài nhện trong họ Corinnidae.
Loài này thuộc chi Castianeira. Castianeira rothi được miêu tả năm 1969 bởi Reiskind.